# Yponomeuta meridionalis
Yponomeuta meridionalis is een vlinder uit de familie van de stippelmotten (Yponomeutidae). De wetenschappelijke naam van de soort werd in 1972 gepubliceerd door Gershenzon.